# Сверкер Йоханссон
Сверкер Йоханссон (швед. Lars Sverker Johansson, 26 травня 1961, Лунд) — шведський фізик, лінгвіст, автор підручників, професор університету, програміст і вікіпедист. Cтворив Lsjbot, бота для Вікіпедії.

## Життєпис
У 1979-1982 роках вивчав технічну фізику в університеті Лунда.
У 1982—1983 роках проходив службу в армії.
У 1982 році перейшов до Гетеборгського університету і закінчив його в 1984 році, здобувши ступінь бакалавра ділового адміністрування.
Брав участь в експериментах з вивчення фізики елементарних частинок на Суперпротонному синхротроні (SPS) та Великому електрон-позитронному колайдері (LEP) та в експерименті Helios (NA34) у ЦЕРНі.
У травні 1990 року Сверкер захистив дисертацію в університеті Лунда на тему «Дослідження μ- і e-пар, народжених при p-Be-зіткненнях на 450 GeV/c в Helios і розробка програмного забезпечення для DELPHI».
З 2009 року по травень 2013 року п'ять разів відвідував Єнчепінгський університет, там познайомився зі своєю майбутньою дружиною.
З 2014 року обіймає посаду директора Управління освіти та науки у вищій школі Даларна.

## Вікіпедія
За допомогою бота «Lsjbot» до липня 2014 року створив у кількох розділах Вікіпедії 2,7 млн статей – 8,5% усіх статей Вікіпедії; до травня 2016 року вніс понад 17 мільйонів редагувань. Є найпліднішим автором Вікіпедії.
Серед його доробків — статті про біологічні види та поселення країн світу.
Третина його статей завантажується шведською, а дві інші – філіппінською (себуанською та варайською, одна з яких є рідною мовою його дружини).
Інші учасники Вікіпедії часто критикують внески з однорідних статей Йоханссона, створених ботом.